# Anjutagi, Indi
Anjutagi là một làng thuộc tehsil Indi, huyện Bijapur, bang Karnataka, Ấn Độ.